# Distrikt Tocache
Der Distrikt Tocache liegt in der Provinz Tocache in der Region San Martín in Nord-Peru. Der Distrikt wurde am 7. Mai 1940 gegründet. Er hat eine Fläche von 1111 km². Beim Zensus 2017 lebten 29.810 Einwohner im Distrikt. Im Jahr 1993 lag die Einwohnerzahl bei 28.487, im Jahr 2007 bei 26.973. Die Distriktverwaltung befindet sich in der auf einer Höhe von 497 m gelegenen Provinzhauptstadt Tocache mit 17.893 Einwohnern. Tocache besitzt einen Flugplatz. Die Nationalstraße 5N von Tingo María im Süden nach Bellavista im Norden durchquert den Distrikt. Im Süden und im Norden des Distrikts baut die Firma Palmas del Espino S.A. großflächig Ölpalmen an.

## Geographische Lage
Der Distrikt Tocache liegt zentral in der Provinz Tocache. Der Río Huallaga durchquert den Ostteil des Distrikts in nordnordwestlicher Richtung. Im Westen des Distrikts erheben sich die Berge der peruanischen Zentralkordillere, im Osten die der Ostkordillere. Der Río Tocache, ein linker Nebenfluss des Río Huallaga, entwässert den Westen des Distrikts.
Der Distrikt Tocache grenzt im Westen an den Distrikt Shunte, im Nordwesten an den Distrikt Pólvora, im Nordosten an den Distrikt Alto Biavo (Provinz Bellavista) sowie im Südosten und Süden an den Distrikt Uchiza.